# Kokoszkowy
Kokoszkowy – wieś kociewska w Polsce położona w województwie pomorskim, w powiecie starogardzkim, w gminie Starogard Gdański. Leży na Pojezierzu Starogardzkim, przy drodze wojewódzkiej nr 222. Graniczy administracyjnie z Miastem Starogard Gdański i leży  46 km od  centrum Gdańska.
Miejscowość jest siedzibą rzymskokatolickiej parafii św. Barbary należącej do dekanatu starogardzkiego.
W latach 1954–1972 wieś należała, a do 1959 była siedzibą władz gromady Kokoszkowy. W latach 1975–1998 miejscowość administracyjnie należała do województwa gdańskiego.

## Historia
Najstarsze dowody na istnienie osady w tym miejscu pochodzą z ok. III w. p.n.e. Świadczy o tym znaleziony w 1949 roku toporek kamienny (z krzemienia). W pierwszych wiekach naszej ery przez Kokoszkowy prowadził prawdopodobnie szlak bursztynowy.
Wieś leży na skraju Lasu Szpęgawskiego, w którym w latach 1939–1945 Niemcy dokonali w ramach tak zwanej „Intelligenzaktzion”: masowych egzekucji od 5000 do 7000 ludzi, zarówno Polaków, jak i cudzoziemców – w tym wielu duchownych, nauczycieli i Żydów, jak również pacjentów szpitala dla umysłowo chorych w Kocborowie.
W 1960 r. na okolicznych terenach nad jeziorem Jamertal nakręcono większość scen bitewnych jak i plenerowych do filmu pt. Krzyżacy. Zaangażowano bardzo wielu mieszkańców do pracy jak i statystowania.

## Zabytki i atrakcje turystyczne
Według rejestru zabytków NID na listę zabytków wpisany jest kościół parafialny pw. św. Barbary, poł. XIV, nr rej.: A-299 z 6.08.1962. Kościół joannitów z XIV wieku, zbudowany z głównie kamienia polnego i cegły. Odrestaurowany w latach 1995–2013. W kościele znajdują się:
- barokowy ołtarz główny z początku XVIII wieku, rzeźbiony, polichromowany
- 2 rokokowe ołtarze boczne z 2. połowy XVIII w.
- drewniany rzeźbiony krucyfiks barokowy z XVIII w.
- chrzcielnica drewniana z XVIII w.
- 2 feretrony z XIX w.
- barokowy ołtarz „Ukrzyżowanie” w rokokowej, złoconej ramie
- mosiężny papieski krucyfiks ołtarzowy z inskrypcją i datą 1770 r.
- na wieży kościoła znajdują się 2 dzwony: „Barbara” – 265 kg z 1952 r. oraz sygnaturka „Mikołaj”
- renesansowa płyta nagrobna Zofii z Taszewa[10].

Ponadto we wsi znajdują się:
- spichlerz podworski z XIX w., murowany budynek dwukondygnacyjny, wykorzystywany dawniej do przechowywania zboża
- pałac podworski, w którym do II wojny światowej mieszkali byli właściciele – rodzina Wurtzów. W latach 70. XX wieku obiekt przebudowano, jego piętro zaadaptowano na mieszkania.[potrzebny przypis]

## Infrastruktura społeczna
W Kokoszkowach znajdują się: 
- Publiczna Szkoła Podstawowa im. Józefa Grzybka[11]
- przedszkole publiczne otwarte w 1979[12]
- Biblioteka Publiczna założona w 1948[13].